# سون کینگز
longitudeسون کینگزlatitudeسون کینگز
سون کینگز (به انگلیسی: Seven Kings) یک ناحیه در لندن است که در منطقه ردبریج لندن واقع شده‌است.
این ناحیه در سال ۲۰۱۱ میلادی ۱۵٬۱۶۴ نفر جمعیت داشته است.